# Pedra de Järsberg
A Pedra de Järsberg (em sueco:  Järsbergsstenen) é uma pedra rúnica de granito vermelho com texto, datada para o século VI – durante a Era das Migrações Nórdicas, anterior à Era Viking. Está colocada a 2 km da cidade de Kristinehamn, na Värmland, no antigo caminho dos peregrinos de Letstigen, ligando o Vale do Mälaren à Noruega.
A pedra perdeu a parte de cima, de dimensões e conteúdo desconhecidos. O texto existente está incompleto, havendo interpretações várias. A palavra eril (erilaR) costuma designar um rei ou um jarl, assim como um “gravador de runas”. Há até quem a identifique com o misterioso povo dos Hérulos.

## Texto
| Transliteração | ...ubaz hite ÷ h=arabana=z ¶ h=ait... ¶ ek e=rilaz runoz waritu |
| Tradução       | Leubaz é o meu nome. Hrafn é o meu nome. Eu, o “eril”, gravei estas runas. |
| Comentários    | O texto está escrito em nórdico primitivo (urnordiska), usando o alfabeto rúnico antigo (Futhark antigo). Como é típico da época, não existe nenhuma ornamentação adicional. Não se sabe se se trata de uma, duas ou três pessoas. |